# Tishrin Sporting Club
Il Tishrin Sporting Club (in arabo نادي تشرين السوري, "club sportivo ottobre", traslitterazione anglosassone Tishreen Sporting Club) è una società di calcio siriana di Laodicea. Milita nella Prima Lega, la massima serie del campionato siriano di calcio.
La squadra gioca allo stadio Al-Basil assieme all'altra compagine cittadina, l'Hutteen. L'impianto si trova all'interno della Città dello sport di Laodicea e fu costruito in occasione dei X Giochi del Mediterraneo che si svolsero nel 1987.
Fondata nel 1947, è una delle più note squadre di club siriane. Ha vinto 5 campionati siriani e una Supercoppa di Siria e ha partecipato all'AFC Champions League nella stagione 2001-2002.

## Organico

### Rosa
| N. |                  | Ruolo | Calciatore         |
| -- | ---------------- | ----- | ------------------ |
| 1  | Siria (bandiera) | P     | Mustafa Shakoush   |
| 2  | Siria (bandiera) | C     | Mohamad Ali        |
| 3  | Siria (bandiera) | D     | Abi Dayoub         |
| 4  | Siria (bandiera) | D     | Hafez Al Ibrahim   |
| 9  | Siria (bandiera) | C     | Mohamed Bash Buyuk |
| 10 | Siria (bandiera) | A     | Kinan Deeb         |
| 11 | Siria (bandiera) | C     | Azzam Ahmed        |
| 12 | Siria (bandiera) | C     | Mahmoud Al Saleh   |
| 14 | Siria (bandiera) | C     | Alaa Kazour        |
| 15 | Siria (bandiera) | P     | Kamal Ghadir       |
| 16 | Siria (bandiera) | C     | Odai Eid           |
| 17 | Siria (bandiera) | A     | Bilal Saeed        |
| 19 | Siria (bandiera) | D     | Rami Laika         |
| 22 | Siria (bandiera) | P     | Ahmad Madania      |

| N. |                  | Ruolo | Calciatore             |
| -- | ---------------- | ----- | ---------------------- |
| 26 | Siria (bandiera) | A     | Rabea Jumaa            |
| 28 | Siria (bandiera) | D     | Wissam Saeed           |
| 29 | Siria (bandiera) | D     | Omar Rihawi            |
| 33 | Siria (bandiera) | P     | Mustafa Sayed Ahmad    |
|    | Siria (bandiera) | P     | Bahaa Khalil           |
|    | Siria (bandiera) | D     | Ibrahim Al Ali         |
|    | Siria (bandiera) | C     | Ziad Ajouz             |
|    | Siria (bandiera) | C     | Mostafa Sheikh Youssef |
|    | Siria (bandiera) | C     | Jamil Mahmoud          |
|    | Siria (bandiera) | C     | Wassim Nabhan          |
|    | Siria (bandiera) | C     | Hussam Akrah           |
|    | Siria (bandiera) | C     | Alaa Najib             |
|    | Siria (bandiera) | C     | Khaled Al Saleh        |
|    | Siria (bandiera) | A     | Hail Al Badri          |

## Palmarès

### Competizioni nazionali
- Campionato siriano: 5

1982, 1997, 2019-2020, 2020-2021, 2021-2022
- Coppa di Siria: 1

2022-2023
- Supercoppa di Siria: 1

1982

### Altri piazzamenti
- Coppa di Siria:

Finalista: 1972-1973, 1977-1978, 2003-2004, 2005-2006
- Supercoppa di Siria:

Finalista: 2020